# ГЭС Козяк
ГЭС Козяк (макед. ХЕЦ Козјак) — северомакедонская ГЭС, построенная на реке Треска и искусственном озере Козяк с 1994 по 2000 годы. Является крупнейшей в Северной Македонии, а её плотина является самой высокой в стране (высота в 130 м). Располагается в западной части страны, в общине Македонски-Брод (45 км от Скопье). Основные предназначения плотины — производство электроэнергии и контроль за течением реки во избежание наводнений. Электростанция строилась при непосредственной финансовой поддержке со стороны КНР и стала первой электростанцией, возведённой в независимой Республике Македонии.

## Описание
Основу электростанции составляют две турбины Фрэнсиса: номинальная мощность каждой составляет 41 МВт. Искусственное озеро имеет длину в 32 км и максимальную глубину в 130 м, максимальный уровень подъёма воды в озере — 469,9 м. Объём воды — 380 млн. кубометров. Рыба в озере не водится.

## Строительство

### Финансирование
Строительство плотины велось с августа 1994 по 2000 годы, его стоимость составила 173 миллиона долларов США. Изначально строительство организовала правившая партия Социал-демократический союз Македонии, взявшая кредит на сумму в 93 миллиона долларов США со ставкой в 8%. Был подписан договор с китайской компанией «Хайнань» о помощи в строительстве электростанции, однако компания обанкротилась довольно быстро, а её директор попал в тюрьму. Строительство оказалось под угрозой срыва, но положение спасла партия ВМРО-ДПМНЕ, которая предоставила до 70% средств, необходимых для возведения электростанции.

### Процесс строительства
С 1996 по 1998 годы во время правления Социал-демократического союза велись подготовительные работы, включавшие в себя закупку и установку всего электротехнического оборудования. Заполнение резервуара началось в мае 2003 года, оба электрогенератора были введены в эксплуатацию в июле и сентябре 2004 года соответственно. Строительство вели македонская компания ЕЛЕМ и китайская CWE.

## Текущая деятельность
Первый плановый ремонт оборудования состоялся только в 2007 году, когда были заменены генераторы из-за чрезвычайно сильной вибрации. В ходе полномасштабной реконструкции были заменены турбины, и их суммарная мощность повысилась до 100 мВт. К августу 2010 года годовая выработка электроэнергии составила 190 млн. кВт и стала рекордной с 2006 года. Значительную помощь в ремонте электростанции оказал Банк Китая, выделивший кредит на сумму 87 миллионов долларов США (всего реконструкция обошлась в 150 миллионов долларов). Проект стал крупнейшим в истории отношений Республики Македонии и КНР.